# NGC 1710
NGC 1710 (również IC 2108 lub PGC 16396) – galaktyka eliptyczna (E-S0), znajdująca się w gwiazdozbiorze Zająca. Odkrył ją Francis Leavenworth 14 listopada 1885 roku.